# Ceratolobus
Ceratolobus es un género con seis especies de plantas con flores perteneciente a la familia  de las palmeras (Arecaceae).  Se encuentra en el Sudeste de Asia, llamado comúnmente ratán.  Ellos son sólo diferencias de los parientes cercanos como Korthalsia, Calamus, y Daemonorops por la vaina de la hoja o variaciones de la inflorescencia.  El nombre del género deriva del griego que combina "cuerno" y "cápsula".

## Distribución y hábitat
No se encuentra por encima de los 1000 m s. n. m., y son endémicas de Tailandia, Sumatra, Borneo, Java y la península malaya. En todos los casos que forman densos matorrales, colinas o de ocupación de tierras bajo bosque tropical.

## Descripción
Son relativamente como enredaderas  delicadas, muy espinosas y densamente agrupadas, varían hasta quedar desnudas, cubiertas por las cicatrices de las hojas desprendidas. Las hojas, raquis, y pecíolos (cuando están presente) pueden estar equipados con simples adaptaciones para trepar, como barbas o espinas, pero  en su mayoría tienen espinas.
Como en la mayoría de las inflorescencias en la subtribu Calaminae, la gran panícula se mantiene dentro de una dura, maderable y en ocasiones armada bráctea donde se desarrolla la flor, las brácteas, por lo general, siguen siendo persistente hasta que otra nueva en desarrollo la haga caer. El fruto es globoso o en forma de huevo  escamoso con una semilla.

## Especies seleccionadas
- Ceratolobus concolor
- Ceratolobus discolor
- Ceratolobus glaucescens
- Ceratolobus kingianus
- Ceratolobus pseudoconcolor
- Ceratolobus subangulatus